# 陳敏 (西晋)
陳敏（ちん びん、? - 307年）は、中国の西晋の人物。字は令通。廬江郡の人。

## 生涯
若い頃より才能があり、郡の廉吏より尚書倉部令史に任じられた。
永康2年（301年）、趙王の司馬倫が帝位を簒奪すると、三王（司馬冏・司馬穎・司馬顒）は挙兵して司馬倫を討った。しかし三王の兵は洛陽に長く駐屯を続けたため、洛陽の倉は空になった。陳敏は朝廷へ建議し「南方の米穀は、みな数十年分の備蓄があり、放っておけば腐敗してしまうでしょう。これを水運で中原に輸送する他に、洛陽を救済する術はありません。」と述べると、朝廷はこれに従った。陳敏は合肥度支に任じられ、後に広陵度支に移った。
太安2年（303年）、張昌は乱を起こすと、配下の石冰を寿春へ派遣した。
12月、寿春都督の劉準は大いに恐れ、計略は何もなかった。このとき陳敏は、大軍を従えて寿春に駐屯していた。陳敏は劉準へ「反乱軍はもとより遠征を望んでおらず、止むを得ずして賊になったのです。烏合の衆というのは、容易く崩れやすいものです。私に指揮権を分け与えて下されば、必ずや反乱軍を破ってみせます。」と勧めた。これを受け劉準は、陳敏の兵を増やした。陳敏は敵軍を攻撃し、呉弘、石冰らを破った。陳敏は勝ちに乗じて北上し、数十回戦った。石冰の兵は陳敏の10倍を数えたが、陳敏は少数で迎撃し、全て勝利した。遂に陳敏は揚州に到達した。
永安元年（304年）3月、陳敏は軍を返すと、徐州の賊である封雲を討伐した。封雲配下の張統は、封雲を斬って投降した。こうして揚州・徐州は平定され、陳敏は功績により広陵相となった。
永興2年（305年）、恵帝は長安に行幸し、四方で争いが起こっていた。この時、陳敏は江東に割拠する志を抱いた。彼の父がこの事を聞くと怒り「我が家系を途絶えさせるのは、必ずこの小子である。」と嘆いた。父が亡くなると、陳敏は職を辞した。
東海王司馬越は、長安へ恵帝を迎えに行こうとしており、司馬越は陳敏を右将軍、仮節、前鋒都督に任じた。司馬越は陳敏に書面を送り「将軍は国家の増強を図り、輸送において大きな功績を立てた。石冰、張昌の乱においては、将軍は先頭に立って義軍を率い、少数で大軍に当たった。外には増援は無く、内にも共に戦う将はいない中、将軍は一人で戦った。その雄才大略でもって、両軍が対峙する中奇謀を用い、危急の最中に妙計を巡らし、名声は江南に至り、威風は揚州・楚州にまで振るった。堅固な城郭を攻め落とし、堅牢な関所を奪い取り、30を超える戦役を繰り返し、大軍は損害を受ける事なく、強敵を壊滅させた。五州は改めて一つになり、四方から次々に貢物が届くようになった。これはまさしく将軍の功績ではないか。今、羯賊どもが集結し、黄河・済水で神出鬼没に現れている。陳留に隠れ、略奪の限りを尽くし、謀反を為さんとしている。将軍は孫武・呉起の才を示し、顕著な勲功を立てている。私と将軍は深い誼があり、将軍は故郷への情を捨て去ることが出来る人物であるから、安住したい思いを抑え、一切の束縛を捨て、国難を救ってほしい。天子は遠方にあり、帝王の馬車は未だ洛陽に帰らず、東を見やると新たな勢力が台頭してきており、先祖の陵墓をしのんでいる。将軍は力を尽くして戦い、天子を取り戻してほしい。将軍は部下を率い、この書を読んだらすぐに出兵して欲しい。食糧・布を始めとした軍用物資は、将軍のために送ろう。」と述べた。
司馬越が豫州刺史劉喬の討伐に向かうと、陳敏は兵を率いて合流した。だが、司馬越軍は蕭県で敗れた。陳敏は、中原が大乱していたことから、東へ戻ることを請い、兵を収容して歴陽に拠った。呉王の常侍である甘卓が洛陽からやって来ると、陳敏は甘卓へ皇太弟の命令と偽り、自らを揚州刺史に拝させた。また、江東貴族の顧栄ら40人余りを将軍や郡守に任じ、顧栄らは表面上は命令に従った。陳敏は自分の息子に甘卓の娘を娶らせ、お互いの関係を強化した。
12月、陳敏は挙兵し、部下に推戴させて都督江東軍事・大司馬となり、楚公となり十郡を封じ、九錫を加えて上尚書に列した。恵帝からの詔を偽り、沔水・漢水より北上して恵帝を迎え入れることを宣言した。揚州刺史の劉機と、丹陽郡太守の王広らはこれに反発し、みな官位を捨てて逃走した。陳敏の弟である陳昶は、顧栄らに異心があることを知っていたので、彼らを誅殺することを陳敏に勧めたが、陳敏は従わなかった。陳昶は精鋭数万を率いて烏江に拠った。陳敏はさらに弟の陳恢に銭端らを率いさせ、南の江州を攻撃させた。江州刺史の応邈は弋陽へ逃走した。弟の陳斌は東方の諸郡を攻略して、呉越の地を占拠した。
永嘉元年（307年）、司馬越の軍諮祭酒を務める華譚は、陳敏が自ら官署を置いたと聞いた。さらに顧栄を始めとした江東貴族が、陳敏から官爵を受けたとも聞いた。華譚は顧栄らに書面を送り、陳敏に従うのを止めるよう強く諫めた。
陳敏は平凡な人物で、遠大な計略など無かった。一旦は江東に割拠したが、刑法も政治も明らかでなかったので、英俊な名士は服従しなかった。また、陳敏の子弟は凶暴で、多くの災いが降りかかった。周玘・顧栄らは、常に禍いを受けることを恐れており、華譚からの文書を受け取ると、みな深く後悔した。周玘と顧栄は、密かに使者を出し、征東大将軍の劉準へ「兵を派遣して長江に臨み、陳敏を圧迫するならば、我らが内応します。」と伝えた。劉準は揚州刺史の劉機と寧遠将軍の衡彦らを歴陽に出陣させた。陳敏は、弟の陳昶と将軍の銭広に、烏江防衛を命じた。また弟の陳閎を歴陽郡太守に任じ、牛渚の防衛に当たらせた。
銭広の家は長城にあり、周玘と同郷であった。周玘は密かに使者を送り、銭広に陳昶を殺害するよう指示した。銭広は配下の何康を派遣し、陳昶へ書を送り「私は配下の兵を投げ出してでも、あなたの指揮に入りたい。」と述べた。陳昶が頭を下げて書を読んでいる最中に、何康は刀を振るって陳昶を斬った。また、州内では既に陳敏を殺したと触れ回り、逆らうものは三族皆殺しに処すと告げた。銭広は先に兵を勒して、朱雀橋に駐屯し橋の南に布陣した。周玘と顧栄は甘卓の説得に当たり、甘卓は遂に陳敏に背くことを決めた。陳敏は1万人余りの兵を率いて、甘卓と交戦したが、まだ河を渡る前に顧栄が白羽扇を用いて指揮を取り、陳敏軍を潰滅させた。陳敏は単騎で東に逃げて、江乗に至ったが、義兵に斬り殺された。彼の母と妻子は、みな処刑された。ここにおいて会稽諸郡は一気に立ち上がり、陳敏の弟たちを全員殺した。